# 五督政官

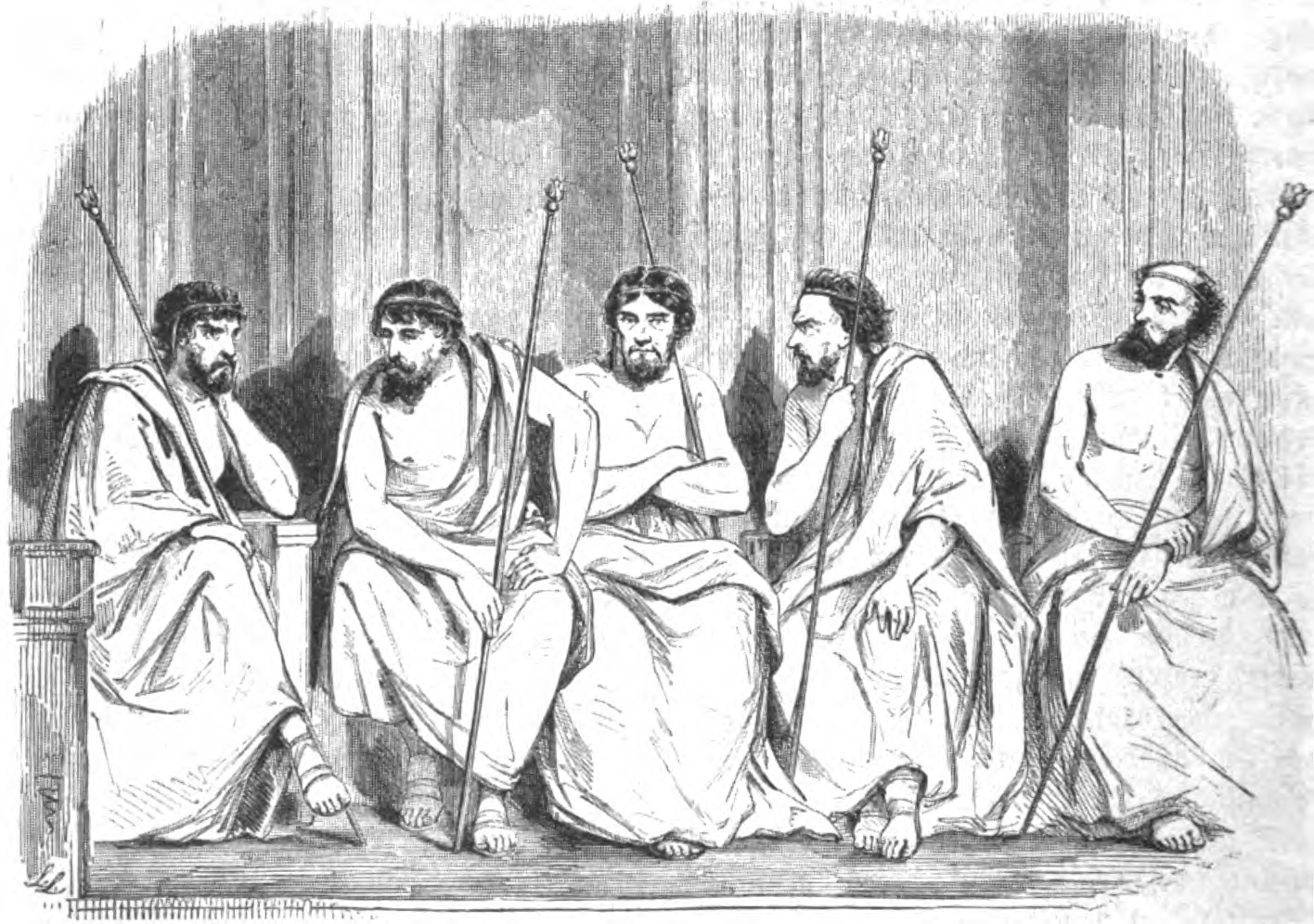
五督政官

古代斯巴達設有五督政官（ὁράω，「監管」的意思），每年由全體城邦公民選出，不得連任。這五人負責協助兩位國王執政，他們每月都要立誓効忠國王，國王則立誓効忠法律。傳說公元前7世紀的來古格士（或譯賴庫爾戈斯）首先設立五督政官，在他出外行軍時替他打理朝政。在公元前5世紀到前3世紀期間，督政官權力逐漸擴張變成專制主義，柏拉圖稱為僭主。